# دوروثيا شتاينر
دوروثيا شتاينر (بالألمانية: Dorothea Steiner )‏ (و. 1948  م) هي سياسية ألمانية، ولدت في شفاندورف، هي عضوةٌ تحالف '90 / الخضر، شاركت في الانتخابات الرئاسية الألمانية 2012، والانتخابات الرئاسية الألمانية 2010.

## مناصب
تولت منصب عضو في البوندستاغ الألماني (27 أكتوبر 2009–22 أكتوبر 2013)
- عضو مجلس الشورى الموحد من ولاية سكسونيا السفلى.

## التعليم
تعلمت في جامعة برلين الحرة.